# Al Fagaa
 Al Fagaa (in arabo الفقع‎?), detta anche Al Faqa, è una comunità dell'Emirato di Dubai, negli Emirati Arabi Uniti. Amministrativamente fa parte del Settore 9 e si trova nella zona meridionale di Dubai.

## Territorio
Il territorio della comunità occupa una superficie di 140,5 km² che si sviluppa in un'area non urbana nella zona meridionale di Dubai al confine con l'emirato di Abu Dhabi.
L'area è delimitata a est dalla Dubai Al Ain Road (E 66), a sud dalla regione di Al Ain (regione orientale) di Abu Dhabi, a ovest dalla comunità di Saih Shua'alah e Saih Al Dahal e nord dalle comunità di Grayteesah e Al Hathmah.
Il territorio è per una buona parte desertico e in parte occupato dalla Riserva di conservazione del deserto di Al Marmoom che si sviluppa nella parte occidentale del territorio della comunità. Subito a sud della comunità, oltre il confine, si trova il villaggio di Al-Faqaʿ di Abu Dhabi.
L'area non è attualmente servita dalla Metropolitana di Dubai. Esiste tuttavia una linea di superficie (Bus 66) che percorre la Dubai Al Ain Road e collega la zona con Al Ghubaiba nel quartiere di Bur Dubai. Il bus effettua due fermate: una chiamata Murquab Intersection nella zona nord della comunità, ed una chiamata Faqa Terminus nella zona sud presso la stazione di polizia di Al Faqa'a.